# Paciente polimedicado

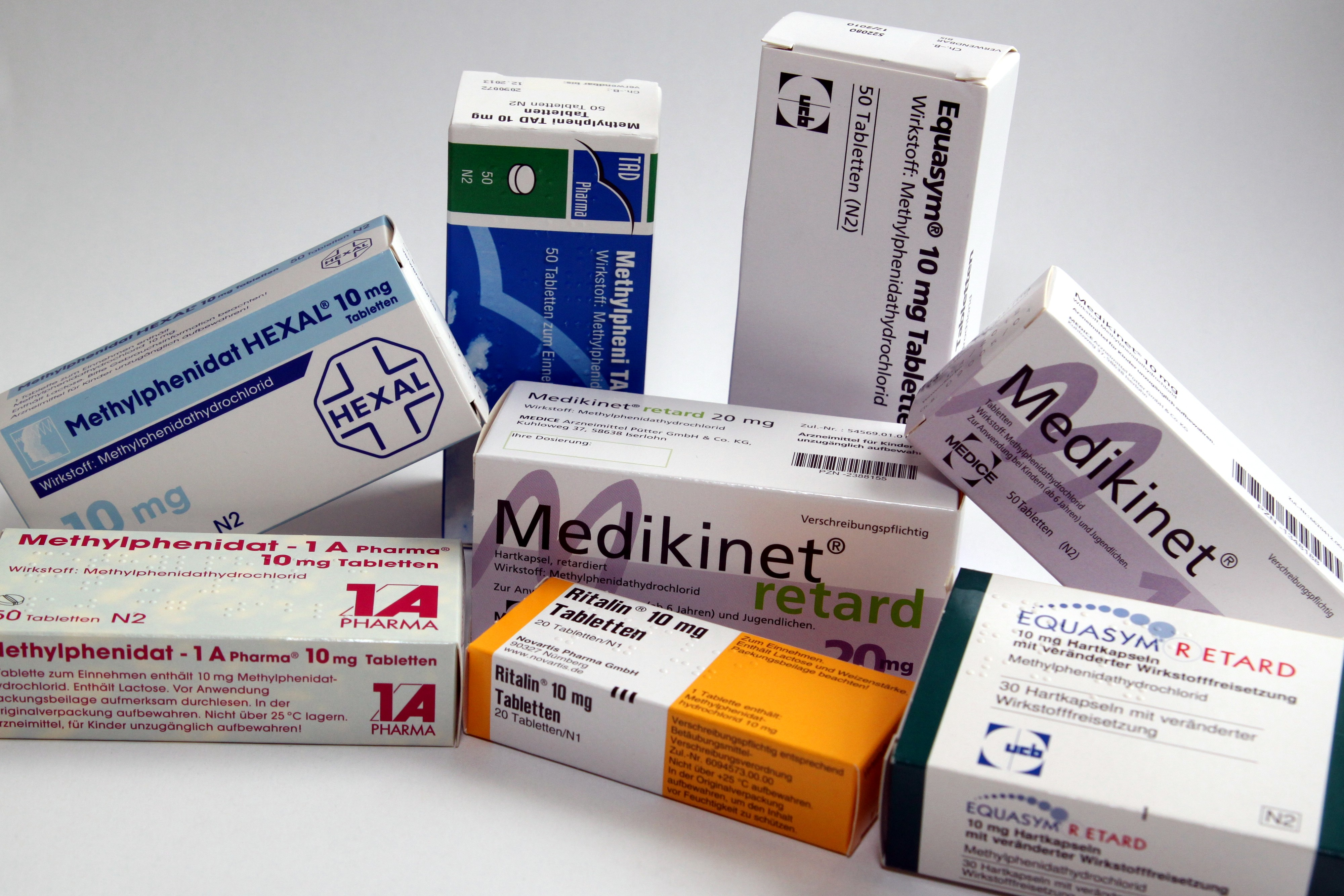
Más medicamentos = más problemas.

Un paciente polimedicado es aquella persona diagnosticada de una o varias enfermedades crónicas y que toma más de seis medicamentos diariamente y de forma continuada, durante un período igual o superior a seis meses.
Esta definición puede cambiar tanto en el número de medicamentos como en el tiempo necesario de consumo de fármacos, dependiendo del programa de atención de cada comunidad.

## Origen
Hay una elevada prevalencia de pacientes crónicos polimedicados en los países desarrollados, como consecuencia tanto del envejecimiento de la población como del avance científico que cronifica enfermedades antes mortales. También influye negativamente el sobrediagnóstico de enfermedades y la medicalización de la sociedad.

## Consecuencias

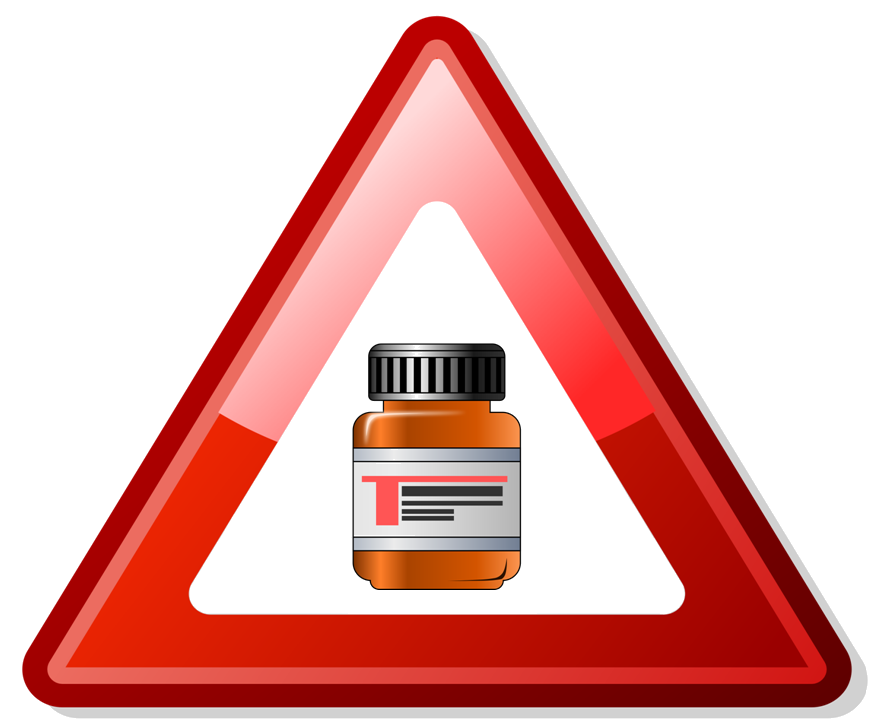
Precaución con el consumo de medicamentos.

- Los problemas relacionados con los medicamentos (PRM) están vinculados al tratamiento farmacológico del paciente, e interfieren o pueden interferir con los resultados esperados en su salud:[7]

- Procesos o problemas de salud insuficientemente tratados o prevenidos.
- Falta de eficacia preventiva o terapéutica de medicamentos correctamente indicados.
-  Interacciones adversas entre medicamentos.
- Reacciones adversas a medicamentos.
- Incremento de ingresos hospitalarios.[8]
- Causan una elevada morbi-mortalidad por medicamentos.[9]
- Utilización ineficiente de los recursos sanitarios.

## Actividades preventivas
Establecer estrategias que eviten la polimedicación; y si esta es inevitable, implantar controles sanitarios, especialmente en atención primaria, para detectar y resolver los problemas de salud en este tipo de pacientes. 
- Mejorar de la calidad de la atención sanitaria prestada a los pacientes, en especial a los ancianos y a los que sufren enfermedades crónicas.[10]
- Mayor colaboración interprofesional, entre médicos, enfermeras y farmacéuticos, estableciendo nuevos modelos de relación entre ellos que permitan un control adecuado de este tipo de pacientes.[11]
- Programas de formación continuada en el uso racional de los medicamentos para médicos y farmacéuticos.
- Revisión sistemática de la efectividad y la seguridad de la farmacoterapia de los pacientes:[12]

- Revisión periódica. Discutir y acordar cambios con los pacientes
- Suspender medicamentos no indicados
-  Prescribir fármacos sólo si hay indicación clara
- Evitar fármacos potencialmente peligrosos en ancianos (benzodiacepinas, anticolinérgicos, antidepresivos, etc.)
- Dosis recomendadas
- Simplificar régimen terapéutico
- Tratamientos no farmacológicos
- Limitar el número de prescriptores
- Detectar  reacciones adversas

### Cuestionario de Hamdy
Preguntas para decidir qué fármacos interrumpir durante una revisión de medicación:
1. ¿Permanece presente la indicación (problema de salud para la cual el medicamento fue originalmente prescrito?
2. ¿Hay duplicidades en la terapia (fármacos de la misma clase terapéutica?¿Es posible simplificar el régimen o la estrategia terapéutica?
3. ¿Incluye la estrategia terapéutica medicamentos prescritos para contrarrestar una reacción adversa? Si es el caso, ¿puede retirarse el fármaco que la originó?
4. ¿Es la dosis subterapéutica o tóxica considerando la edad del paciente, función renal?
5. ¿Se detecta alguna interacción significativa fármaco-fármaco o fármacoenfermedad?